# 1850 in Italia

## Avvenimenti

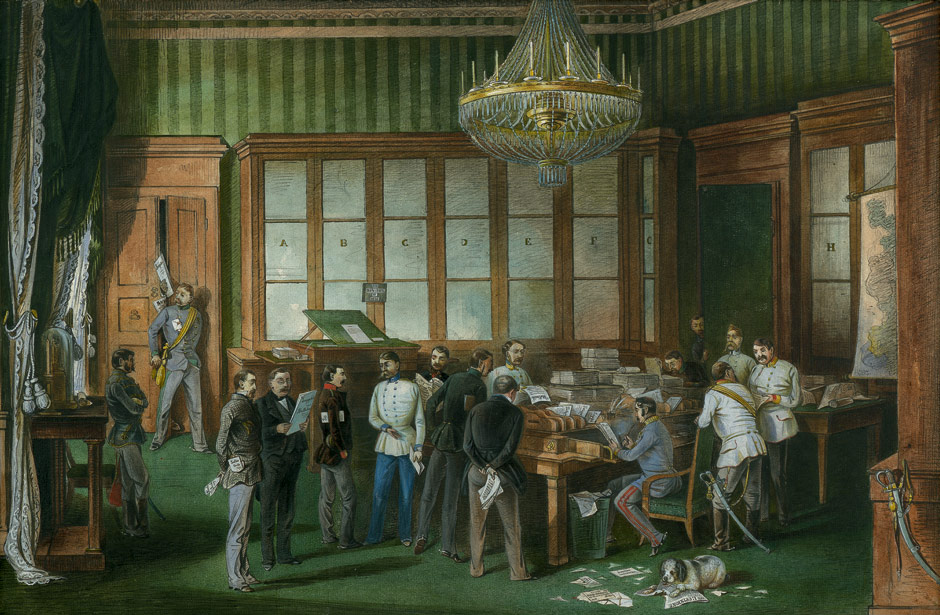
Il gabinetto del principe Schwarzenberg, governatore della Lombardia, nel 1850.

- 9 gennaio, Piemonte. La pace con l'Austria può essere finalmente ratificata, dopo lo scioglimento della Camera, perché le elezioni danno la vittoria ai moderati. Il ministero di Azeglio avvia le riforme[1]. Nel marzo 1850 vennero proposte le leggi Siccardi per limitare l'influenza della Chiesa (abolizione dei tribunali speciali per il clero, sottomissione dei lasciti ai conventi all'autorizzazione governativa, riduzione delle festività religiose).
- 6 aprile : fondazione a Napoli della rivista dei Gesuiti "La Civiltà Cattolica"; molto vicina alla Santa Sede, è spesso ritenuta il tramite con cui il Papa esprime il suo parere sugli affari correnti.
- 9 aprile, Piemonte: approvate le leggi Siccardi nonostante disordini e tensioni con Roma. Aboliscono il foro ecclesiastico e limitano la manomorta ecclesiastica[2].
- 12 aprile: ritorno del Papa a Roma, sotto la protezione dei francesi[3].
- 22 aprile: Leopoldo II di Toscana firma una convenzione che apre le sue roccaforti alle truppe austriache[4].
- 18 settembre: il cardinale Giacomo Antonelli, Segretario di Stato di Pio IX, forma un ministero in cui su cinque componenti, tre sono laici[5]. Persegue una politica reazionaria. Diffidente nei confronti della Francia, non tiene conto del consiglio di Oudinot, che esortava il Papa a non distruggere tutte le istituzioni liberali esistenti. La Francia sostiene l'amnistia generale, la laicizzazione dell'amministrazione, l'introduzione del Codice napoleonico e un governo liberale. Il Papa rifiuta. Viene posta la questione romana: la Francia mantiene una forza di spedizione a Roma per proteggere l'indipendenza del Papa, il che porta a uno scontro con i liberali. Ma l'obiettivo di Luigi Napoleone Bonaparte, ignorato dal Papa, era quello di consentire alla forza di spedizione di fare pressione sul governo pontificio affinché riprendesse il dialogo con i liberali italiani.[senza fonte]
- 21 settembre : Leopoldo II di Toscana sospende la costituzione del 1848[4].
- 11 ottobre, Piemonte: Cavour entra nel governo dove ricopre i portafogli dell'Industria, dell'Agricoltura, del Commercio e della Marina. In seguito avrà il portagoglio delle Finanze (aprile 1851)[1]. Allarga verso sinistra la base parlamentare del governo Azeglio, (il connubio).
- Regno brutale di Francesco V di Modena. Molti liberali preferiscono fuggire[4].

## Cultura
- 16 novembre : al Teatro Grande di Trieste debutta lo Stiffelio, opera in tre atti di Giuseppe Verdi, su libretto di Francesco Maria Piave, tratta da Le Pasteur ou l'évangile au foyer di Émile Souvestre e Eugène Bourgeois.

## Nascite nel 1850
- 31 gennaio Emma Perodi giornalista e scrittrice italiana  († )
- 4 marzo : Luigi Giuseppe Lasagna, vescovo cattolico italiano naturalizzato brasiliano, religioso salesiano in  Uruguay e in Brasile. († 6 novembre 1895)
- 5 aprile : Enrico Mazzanti, ingegnere e disegnatore italiano, illustratore della prima edizione in volume di  Pinocchio. († 3 settembre 1910)
- 25 dicembre : Ettore De Maria Bergler, pittore, considerato il più importante esponente della pittura liberty del primo Novecento.  († 8 febbraio 1938)

## Morti nel 1850
- 3 gennaio : Giuseppina Grassini, 76 anni, cantante d’opera, contralto (°  18 aprile 1773)
- 25 marzo : Francesco Basili, 83 anni, maestro di cappella e compositore. (° 31 gennaio 1767)
- 10 aprile : Carlo Ilarione Petitti di Roreto, 59 anni, economista e politico italiano. Nominato senatore del Regno di Sardegna dal 1848. (° 21 ottobre 1790)
- 9 novembre : Gabrio Piola, 56 anni, fisico e matematico. (* 15 luglio 1794)
- 27 novembre : Emilia Giuliani, 37 anni, chitarrista e compositrice. (° 23 aprile 1813)